# Divine
Divine, pseudonimo di Harris Glenn Milstead (Towson, 19 ottobre 1945 – Los Angeles, 7 marzo 1988), è stato un attore, cantante e drag queen statunitense.

## Biografia
Nato a Towson, nello stato del Maryland (U.S.A.) da Bernard e Diana Frances Milstead, a dodici anni si trasferì con la famiglia a Lutherville, un quartiere di Baltimora. Il suo futuro regista John Waters viveva poco distante nella stessa strada ed è stato un suo amico d'infanzia.
Milstead recitò in diversi film e fu parte del gruppo di attori chiamato Dreamlanders. I Dreamlanders apparvero in molti dei primi film di John Waters, come Pink Flamingos, Female trouble, Polyester, e Grasso è bello (Hairspray), dove Milstead recitò nei panni della drag queen Divine. Ripetendo il fortunato abbinamento in Polyester, nel 1985 Divine apparve in coppia con Tab Hunter nel loro più grande successo: Lust in the Dust.
Divine si specializzò in ruoli estremamente camp, quando non deliberatamente trash, che fecero di lui un'icona gay molto prima che diventasse famoso anche fra il pubblico generale. Oltre a questi ruoli, Divine ispirò il personaggio di Ursula, l'antagonista mezzo-polpo nel film d'animazione Disney La sirenetta e in qualche modo anche il personaggio televisivo di Platinette dell'attore italiano Mauro Coruzzi. Lo si ricorda anche per il documentario Divine Trash di Steve Yeager, omaggio alla vita e alla carriera di John Waters.
Negli anni ottanta i dischi dance di Divine (prodotti, composti e suonati da Bobby Orlando), furono famosi in America, Europa ed Australia. A quelli prodotti da Orlando fecero seguito pezzi di produzione inglese (Stock, Aitken & Waterman), tra cui il celeberrimo You Think You're A Man.
Negli ultimi tre film della sua carriera (Stati di alterazione progressiva, Grasso è bello e Fuori nel buio), Milstead ricoprì ruoli maschili. In Grasso è bello recitò due parti, una maschile e una femminile. Nel 1988 Milstead fu scelto per il personaggio di Zio Otto in Sposati... con figli (Married with Children), una serie televisiva FOX trasmessa in prima serata.

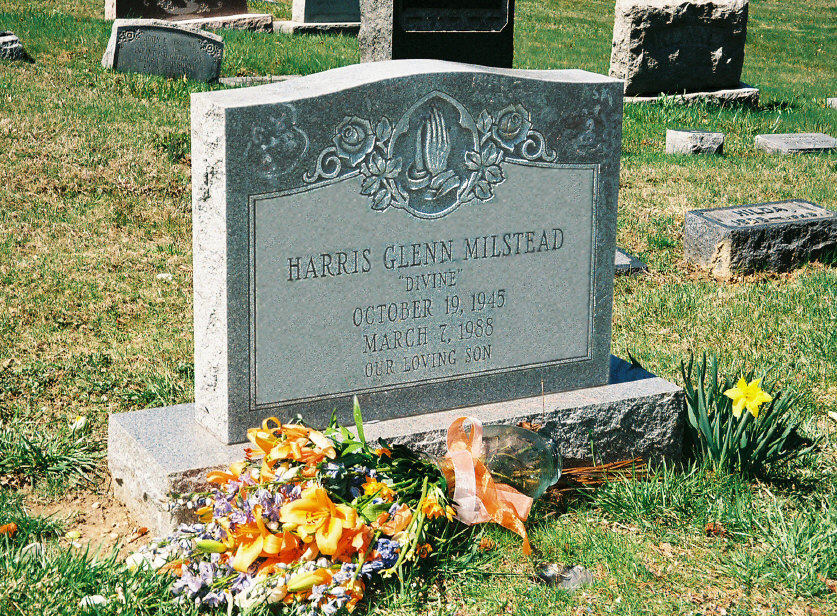
Tomba di Glenn Milstead al Prospect Hill Cemetery, Towson, Maryland

Il 7 marzo del 1988, all'età di 42 anni, Milstead morì a causa di un infarto a Los Angeles, in California. Le cause furono attribuite alla sua obesità. È sepolto a Towson, sua città natale.

## Filmografia parziale

### Cinema
- Roman Candles, cortometraggio, regia di John Waters (1966)
- Eat Your Makeup, regia di John Waters (1968)
- Mondo Trasho, regia di John Waters (1969)
- The Diane Linkletter Story, cortometraggio, regia di John Waters (1970)
- Multiple Maniacs, regia di John Waters (1970)
- Pink Flamingos, regia di John Waters (1972)
- Female Trouble, regia di John Waters (1974)
- Polyester, regia di John Waters (1981)
- Lust in the Dust, regia di Paul Bartel (1985)
- Stati di alterazione progressiva (Trouble in Mind), regia di Alan Rudolph (1985)
- Grasso è bello (Hairspray), regia di John Waters (1988)
- Fuori nel buio (Out of the Dark), regia di Michael Schroeder (1989)

### Televisione
- Un salto nel buio (Tales from the Darkside) - serie TV, episodio 4x08 (1987)

## Discografia parziale

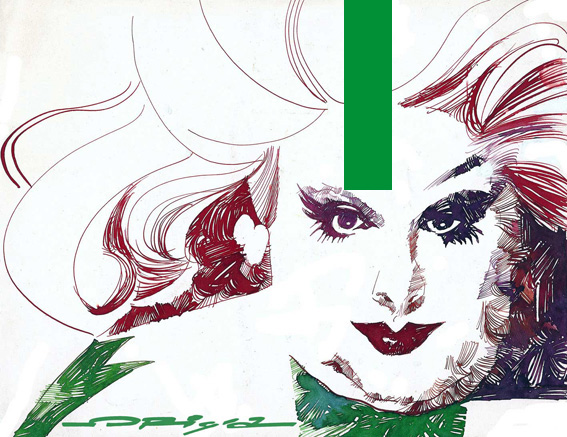
Ritratto artistico di Divine

### Album in studio
- 1982 - My First Album
- 1982 - Jungle Jezebel
- 1984 - The Story So Far
- 1984 - T Shirts And Tight Blue Jeans (Non Stop Dance Remix)
- 1988 - Maid In England

### Album dal vivo
- 1995 - Born to Be Bad

### Raccolte
- 1989 - The Best Of & The Rest Of
- 1993 - The 12" Collection
- 1995 - Shoot Your Shot
- 1996 - The Originals and the Remixes
- 1997 - The Best of Divine

### Singoli
- 1982 - Native Love (Step by Step)
- 1983 - Shoot Your Shot
- 1983 - Love Reaction
- 1983 - Shake It Up
- 1984 - You Think You're a Man
- 1984 - I'm So Beautiful
- 1985 - Walk Like a Man
- 1985 - Twistin' The Night Away

## Doppiatori
Nelle versioni in italiano delle opere in cui ha recitato, Divine è stato doppiato da:
- Elio Pandolfi in Polyester
- Pietro Biondi in Grasso è bello